# Батыгин, Иван Терентьевич
Иван Терентьевич Батыгин (22 декабря 1905 — 8 июля 1944) — советский военачальник, Генерал-майор авиации, командир дивизий в годы Великой Отечественной войны.

## Биография
Родился 22 декабря 1905 года в деревне Курилово Дмитровской волости Сольвычегодского уезда Вологодской губернии.
В Красной армии с сентября 1924 года. Окончил Военно-теоретическую школу ВВС РККА в Ленинграде в 1927 году, 2-ю военную школу лётчиков ВВС РККА имени Осеавиахима СССР в городе Борисоглебске в 1928 году, Липецкую высшую лётно-тактическую школу ВВС РККА в 1936 году, КУВНАС при Военной академии РККА им. М. В. Фрунзе в 1941 году.
В Гражданскую войну жил и учился в Курганской детской колонии. В феврале-марте 1921 года, будучи бойцом 1-й роты Курганского коммунистического отряда, участвовал в подавлении кулацких восстаний в Курганском и Ялуторовском уездах Тобольской губернии. В сентябре 1924 года добровольно поступил в Военно-электротехническую школу имени Ленинградского Совета. После её реорганизации в школу связи в начале января 1925 года по личной просьбе политуправлением округа направлен политбойцом в 1-ю отдельную истребительную авиаэскадрилью ВВС ЛВО.
После окончания 2-й военной школы лётчиков в декабре 1928 года оставлен в ней и проходил службу в должностях инструктора-лётчика и командира звена. В декабре 1930 года переведён командиром звена в 7-ю военную школу лётчиков в Сталинград, с июля 1933 года вступил в командование отрядом этой школы.
С января 1935 по февраль 1936 года проходил подготовку в Липецкой высшей лётно-тактической школе ВВС РККА, по окончании которой был назначен командиром и комиссаром штурмовой эскадрильи 2-й военной школы командиров звеньев ВВС Красной армии в городе Борисоглебск. С июня 1937 года командовал эскадрильей этой школы. В феврале 1939 года в звании майора был назначен помощником командира 13-й тяжелобомбардировочной авиабригады в Калинине. В ходе Советско-финляндской войны с 24 декабря 1939 года и до окончания военных действий командовал 41-м скоростным бомбардировочным авиаполком в составе ВВС 9-й армии. В этих должностях участвовал в боях на ухтинском, ребольском и кемиярвинском направлениях. Лично совершил 23 боевых вылета. За отличия в боях был награждён орденом Красного Знамени. По окончании боевых действий в конце апреля 1940 года передислоцировал полк в Закавказский военный округ, после чего вернулся на прежнюю должность помощника командира 13-й тяжелобомбардировочной авиабригады. В августе в звании полковника назначен командиром 45-й смешанной авиадивизии в город Кировоград.
С декабря 1940 по май 1941 года проходил подготовку на КУВНАС при Военной академии имени М. В. Фрунзе, затем вновь назначен командиром дивизии. С началом войны дивизия вступила в боевые действия 23 июня 1941 года.
24 и 25 июня 1941 года полки дивизии выполняли задачи по уничтожению переправ через реки Днестр и Южный Буг, уничтожению танковых и пехотных колонн противника в районах Скулени. 26 июня разрушали военные объект в румынском городе Яссы. Командир дивизии полковник И. Батыгин лично водил группы по 66 самолётов.
С 29 июня дивизия была передислоцирована под Винницу в состав 18-й армии Южного фронта и воевала в её составе до 23 октября 1941 года. В середине августа дивизия уничтожала танковые колонны и пехоту противника в районах Баштанки, Бармашова, станций Явкино и Грейгово. Только 168-й истребительный авиационный полк на август 1941 года имел на своём счету 23 сбитых самолёта.
В октябре 1941 года был назначен на должность командующего ВВС 9-й армии. В этой должности он принимал участие в операциях:
- Донбасская операция — с 29 сентября 1941 года по 4 ноября 1941 года[1].
- Ростовская оборонительная операция — с 5 ноября 1941 года по 16 ноября 1941 года[1].
- Ростовская наступательная операция — с 17 ноября 1941 года по 2 декабря 1941 года[1].
- Барвенково-Лозовская операция — с 18 января 1942 года по 31 января 1942 года[1].

7 мая 1942 года был назначен на должность командира 219-й бомбардировочной авиационной дивизии. Участвовал с ней в Битве за Кавказ.
В конце февраля 1943 года назначается старшим помощником генерал-инспектора ВВС Красной Армии по бомбардировочной авиации, с мая исполнял обязанности заместителя генерал-инспектора ВВС Красной Армии. 28 мая 1943 года присвоено звание генерал-майор авиации.
Погиб 8 июля 1944 года на аэродроме Луцка при налёте гитлеровской авиации. Похоронен на Аллее Героев Советского Союза в центре Луцка.

## Награды
Награждён орденом Ленина, двумя орденами Красного знамени и орденом Отечественной войны 1-й степени, орденом Александра Невского и медалью «За оборону Кавказа».